# Jim Gregory General Manager of the Year Award
Jim Gregory General Manager of the Year Award, tidigare General Manager of the Year Award, är ett årligt pris till den general manager i National Hockey League som visat sig ha gjort bäst ifrån sig under aktuell NHL-säsong. 
Redan 1993 föreslog Brian Burke, som då arbetade för NHL, att det borde finnas ett årligt pris för att hylla den general manager, som presterat bäst på att bygga ett lag framgångsrikt både med rätt spelare och rätt tränare. NHL tyckte dock att det inte behövdes. I slutet av 2000-talet var dock tongångarna annorlunda inom ligan och de bestämde att introducera en trofé till säsongen 2009–2010 med namnet General Manager of the Year Award. Första säsongen delade man ut trofén på det årliga mötet mellan NHL:s alla medlemslags general managers och det brukar ske samtidigt som Stanley Cup-finalen spelas. Från och med säsongen 2010–2011 sker utdelningen av trofén i samband med NHL:s egna prisgala NHL Awards, som brukar äga rum i slutet i juni varje år i Las Vegas i Nevada. Den 19 november 2019 meddelade NHL att trofén skulle heta det nuvarande namnet för att hylla Jim Gregory, som avled månaden före, för sina insatser inom NHL.

## Vinnare

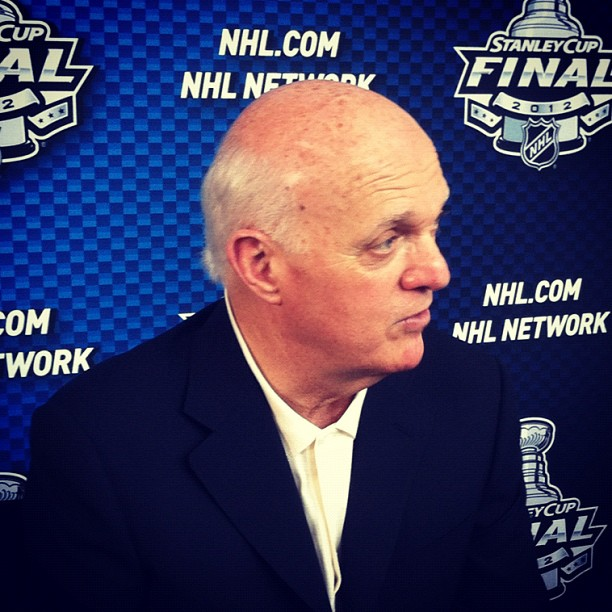
Lou Lamoriello är en av två som har vunnit Jim Gregory General Manager of the Year Award fler än en gång.

Källa: 
| Säsong                                        | Vinnare        | Lag                  | Vinster |
| --------------------------------------------- | -------------- | -------------------- | ------- |
| General Manager of the Year Award             |                |                      |         |
| 2009–2010                                     | Don Maloney    | Phoenix Coyotes      | 1       |
| 2010–2011                                     | Mike Gillis    | Vancouver Canucks    | 1       |
| 2011–2012                                     | Doug Armstrong | St. Louis Blues      | 1       |
| 2012–2013                                     | Ray Shero      | Pittsburgh Penguins  | 1       |
| 2013–2014                                     | Bob Murray     | Anaheim Ducks        | 1       |
| 2014–2015                                     | Steve Yzerman  | Tampa Bay Lightning  | 1       |
| 2015–2016                                     | Jim Rutherford | Pittsburgh Penguins  | 1       |
| 2016–2017                                     | David Poile    | Nashville Predators  | 1       |
| 2017–2018                                     | George McPhee  | Vegas Golden Knights | 1       |
| 2018–2019                                     | Don Sweeney    | Boston Bruins        | 1       |
| Jim Gregory General Manager of the Year Award |                |                      |         |
| 2019–2020                                     | Lou Lamoriello | New York Islanders   | 1       |
| 2020–2021                                     | Lou Lamoriello | New York Islanders   | 2       |
| 2021–2022                                     | Joe Sakic      | Colorado Avalanche   | 1       |
| 2022–2023                                     | Jim Nill       | Dallas Stars         | 1       |
| 2023–2024                                     | Jim Nill       | Dallas Stars         | 2       |
| 2024–2025                                     | Jim Nill       | Dallas Stars         | 3       |